# Ilos (Sohn des Dardanos)
Ilos (altgriechisch Ἴλος Ílos, lateinisch Ilus) war in der griechischen Mythologie ein König von Dardania.
Ilos war der älteste Sohn von Dardanos und Bateia, der Tochter des Teukros. Er war der Bruder des Erichthonios, seines Nachfolgers. Bei Dionysios von Halikarnassos lauten die Namen der beiden Söhne von Dardanos und Bateia Erichthonios und Zakynthos.
Nachdem Dardanos gestorben war, wurde Ilos sein Nachfolger als König von Dardania. Nach seiner langen Regentschaft starb er kinderlos. Daraufhin erlangte sein Bruder Erichthonios erfolgreich das Königtum und wurde Vorfahr der späteren Trojaner. Die Homer zugeschriebene Ilias erwähnt an einigen stellen Ilos’ Grab in der Mitte der trojanischen Ebene.